# پارک شبه‌ملی میکاوا
پارک شبه‌ملی میکاوا (به لاتین: Mikawa-wan Quasi-National Park) یک پارک شبه‌ملی و منطقهٔ مسکونی در ژاپن است که در استان آیچی واقع شده‌است.